# Jacob Hübner
Jacob Hübner, anche Jakob Hübner (Augusta, 20 giugno 1761 – Augusta, 13 settembre 1826), è stato un entomologo tedesco.

## Biografia
Rivelò fin da giovanissimo un'abilità particolare nella raffigurazione delle specie, talento che incrementò con l'avanzare degli anni.
Le sue prime pubblicazioni risalgono al 1784.
Soggiornò in Ucraina e a Vienna a partire dal 1789.
Passò alla storia come uno dei primi studiosi a essersi occupato degli insetti europei, e in particolar modo dei lepidotteri.
Hübner fu tra l'altro l'autore di Sammlung Europäischer Schmetterlinge (1796-1805), un'opera fondamentale per l'entomologia moderna.

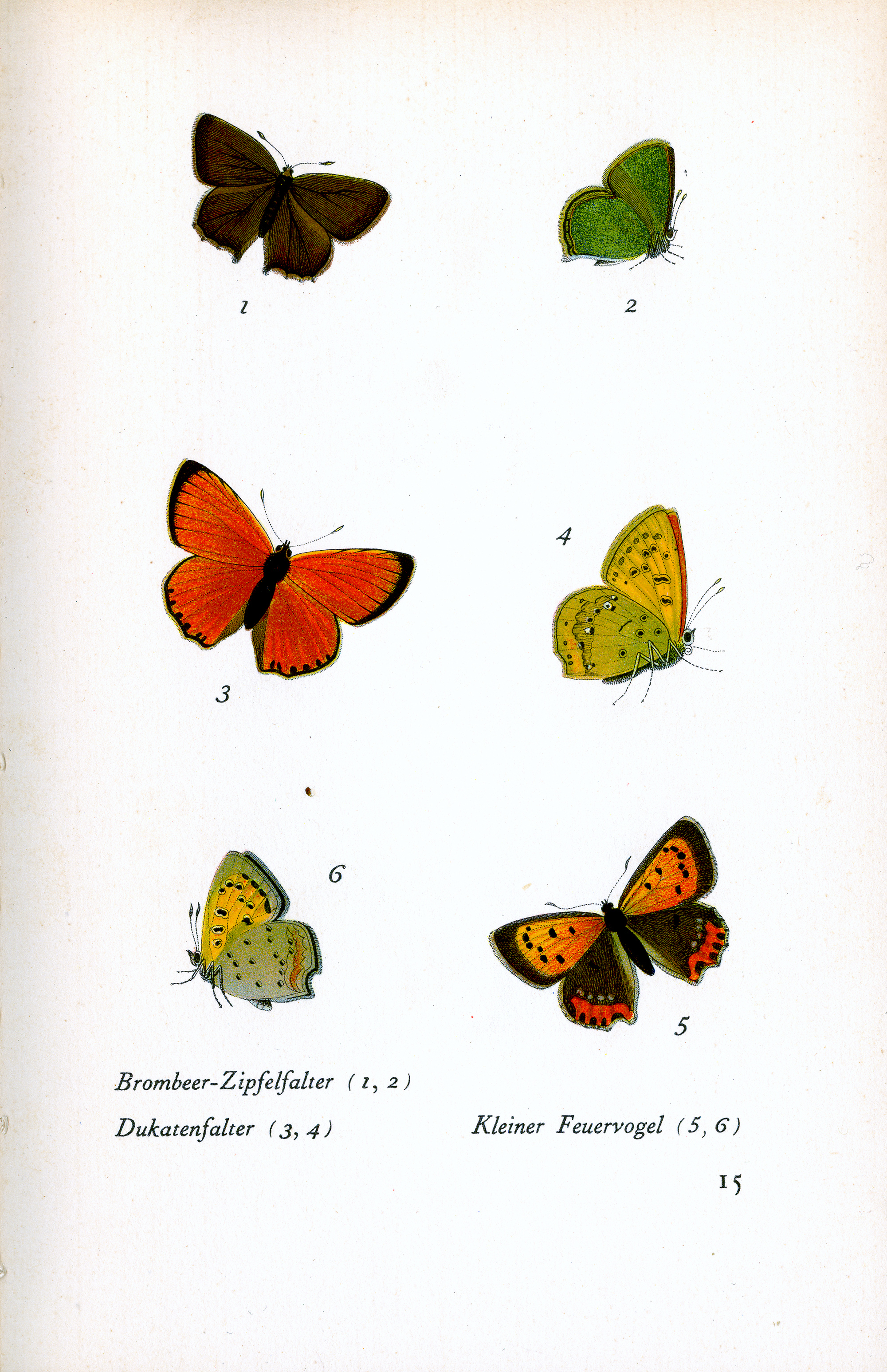
Illustrazione di J.Hübner tratta da Das kleine Schmetterlingsbuch

Nei suoi lavori, ricchi di dettagliate illustrazioni, pose l'accento sulle diverse fasi di sviluppo delle specie, e fornì un contributo fondamentale alla sistematica moderna.
La sua opera è vasta: su 1952 tavole di grande formato, raffigurò 3598 specie di farfalle, per un totale di circa 10000 singole illustrazioni.
Tuttavia il suo Tentamen, inteso dall'autore come opera dialettica, una volta pubblicato per errore, indusse confusione nella tassonomia successiva delle specie.
Descrisse molte nuove specie come Pieris bryoniae e Sesia bembeciformis, peraltro abbastanza comuni. 
I taxa descritti da Jacob Hübner possono portare l'abbreviazione Hbn.
| Hübner è l'abbreviazione standard utilizzata per le specie animali descritte da Jacob Hübner. Categoria:Taxa classificati da Jacob Hübner |

## Opere
- Beiträge zur Geschichte der Schmetterlinge (1786 e 1790)
- Sammlung auserlesener Vögel und Schmetterlinge, mit ihren Namen herausgegeben auf hundert nach der Natur ausgemalten Kupfern (1793)
- Geschichte europäischer Schmetterlinge (1793-1842)
- Sammlung Europäischer Schmetterlinge (Collezione di farfalle europee) (1796-[1838]).
- (Con Carl Geyer e Gottlieb August Wilhelm Herrich-Schäffer) Sammlung Exotischer Schmetterlinge (Collezione di farfalle esotiche), due volumi, (1806-[1838]). Augsburg.
- Geschichte europaischer schmetterlinge (Storia delle farfalle europee) (1806-1838).
- Tentamen determinsationis, digestionis atque demonationis singularum stirpium Lepidopterorum, peritis ad inspiciendum et dijudicandum communicatum (1806).
- Zuträge zur Sammlung exotischer Schmettlinge [!], bestehend in Bekundigung einzelner Fliegmuster neuer oder rarer nichteuropäischer Gattungen. Augsburg, Jacob Hübner, 49 pp. (1819).
- Systematisch-alphabetisches Verzeichnis aller bisher bey den Fürbildungen zur Sammlung europäischer Schmetterlinge angegebenen Gattungsbenennungen (1822)